# Jorge Giannoni
Jorge Gianonni (1939 — 1995) fue un cineasta independiente de Argentina.

## Biografía
Entre sus primeros trabajos se destaca su colaboración con Raymundo Gleyzer en La tierra quema(1964), filmada en el sertão brasileño. También en Brasil, colaboró en Terra em transe (1967) con Glauber Rocha, fundador del movimiento Cinema Novo .
Durante la dictadura autodenominada Revolución Argentina (1966-1972) se exilió en Italia. Allí estudió cine en el Centro Sperimentale di Cinematografia de Roma y se desempeñó como corresponsal de la RAI en París, donde fue testigo de los eventos de Mayo de 1968 en Francia. En ese contexto realizó su film underground Molotov Party (1968/1970), enrolado en la corriente de la avant-garde, producido por Living Cinema Roma. Produjo y dirigió Palestina, otro Vietnam (1971) con Jorge Denti, con imágenes sorprendentes de la resistencia palestina, y colaboró con Federico Fellini en su film Roma estrenado en 1972. 
Recuperada la democracia en 1973, volvió a la Argentina en 1974. En Buenos Aires, fue nombrado Director de la Cinemateca del Tercer Mundo de la UBA, y luego se unió con Cine de la Base, dirigido por Raymundo Gleyzer.
Luego de la muerte del presidente Juan D. Perón en 1974, el gobierno fue controlado por sectores de extrema derecha que organizaron el grupo parapolicial Alianza Anticomunista Argentina (Triple A), durante la presidencia de Isabel Perón. Bajo amenaza de muerte, Giannoni debió cerrar la Cinemateca y dejar el país, instalándose primero en el Perú y luego en Cuba, donde residió hasta 1983.
En Cuba filmó Las vacas sagradas (1977), film documental de denuncia de la dictadura instalada en la Argentina el año anterior, y de sus vínculos con la llamada "oligarquía terratemiente".
Recuperada la democracia en Argentina en diciembre de 1983, volvió al país. En 1995, falleció súbitamente de un ataque al corazón sufrido en la calle. Fernando Birri dijo que la causa de su muerte fue la decepción profunda que le generaba tener que pagar coimas para que el ente cinematográfico estatal le entregara el subsidio que le correspondía por ley para poder realizar su cine.
En 2000, la directora Gabriela Jaime realizó el documental biográfico Jorge Giannoni, NN, ese soy yo, sobre su vida y su obra.